# Kellyville
Kellyville é uma cidade  localizada no estado norte-americano de Oklahoma, no Condado de Creek.

## Demografia
Segundo o censo norte-americano de 2000, a sua população era de 906 habitantes.
Em 2006, foi estimada uma população de 921, um aumento de 15 (1.7%).

## Geografia
De acordo com o United States Census Bureau tem uma área de 2,2 km², dos quais 2,2 km² cobertos por terra e 0,0 km² cobertos por água. Kellyville localiza-se a aproximadamente 239 m acima do nível do mar.

## Localidades na vizinhança
O diagrama seguinte representa as localidades num raio de 20 km ao redor de Kellyville.